# Paris-Caen
Paris-Caen, fue una prueba ciclista disputada entre Paris y Caen, en Francia de 1902 a 1909 y de 1923 a 1937.

## Palmarés
| Año       | Ganador                       | Segundo            | Tercero            |
| --------- | ----------------------------- | ------------------ | ------------------ |
| 1902      | Eugène Bernaud                | Maurice Mathias    | Lorphelin          |
| 1903      | René Pottier y Marcel Cadolle |                    | Maurice Mathias    |
| 1904      | Petit                         | Paul Armbruster    | Jourdain           |
| 1905      | Marcel Cadolle                | Marcel Berthet     | Garrigou           |
| 1906      | Pierre Frère                  | Philippe Leroux    | Marcel Berthet     |
| 1907      | Auguste Sabatier              | Albert Colboc      | Marius Chocque     |
| 1908      | Philippe Leroux               | Daliphard          | Charpiot           |
| 1909      | Vallotton                     | Gaston Lorrain     | E. Legrand         |
| 1910-1922 | No se disputó                 |                    |                    |
| 1923      | Pierre Beffarat               | Charles Parel      | A. Groslimond      |
| 1924      | Marcel Colleu                 | Marcel Godard      | Marcel Bidot       |
| 1925      | Camille Van de Casteele       | Charles Mondelaers | Marcel Godard      |
| 1926      | Camille Van de Casteele       | Alexis Blanc Garin | Angelo Gremo       |
| 1927      | Roger Gregoire                | Julien Vervaecke   | Alexis Blanc Garin |
| 1928      | Pierre Beffarat               | Arsène Alancourt   | Joseph Mauclair    |
| 1929      | Jules Merviel                 | Albert Barthélémy  | Pierre Magne       |
| 1930      | André Leducq                  | Antonin Magne      | Jules Merviel      |
| 1931      | Roger Bisseron                | Ferdinand Le Drogo | André Leducq       |
| 1932      | Benoît Fauré                  | Julien Moineau     | Sylvain Marcaillou |
| 1933      | René Le Grevès                | Léon Le Calvez     | Joseph Mauclair    |
| 1934      | Jean Noret                    | Sylvain Marcaillou | Adrien Buttafocchi |
| 1935      | Maurice Archambaud            | Jean Noret         | Léon Level         |
| 1936      | Émile Ignat                   | Paul Maye          | Louis Thiétard     |
| 1937      | Raoul Lesueur                 | André Auville      | Guy Lapébie        |
| 1938      | René Le Grevès                | Sauveur Ducazeaux  | Pierre Cloarec     |
| 1939      | Louis Thiétard                | Gérard Virol       | Lucien Lauk        |
| 1941      | René Debenne                  | Louis Thiétard     | Robert Oubron      |
| 1945      | Louis Thiétard                | Gabriel Gaudin     | Jean Robic         |